# براد غلين
براد غلين (بالإنجليزية: Brad Glenn)‏ هو لاعب كرة قاعدة أمريكي، ولد في 2 أبريل 1987 في كيدرتون في الولايات المتحدة.

## وصلات خارجية
- براد غلين على موقع دوري كرة القاعدة الرئيسي (الإنجليزية)
- براد غلين على موقعبيزبول رفرنس.كوم (الدوري الرئيسي) (الإنجليزية)
- براد غلين على موقعبيزبول رفرنس.كوم (الدوري الثانوي) (الإنجليزية)
- براد غلين على موقع إي إس بي إن.كوم (أم.أل.بي) (الإنجليزية)
- براد غلين على موقع مشجعي الرسوم البيانية (الإنجليزية)